# マイネーム・イズ・アール
『マイネーム・イズ・アール』（My Name Is Earl）は、アメリカ・NBCで2005年から2009年にかけて放送されたテレビドラマ（シチュエーション・コメディ）。

## 概要
第58回プライムタイム・エミー賞で4部門、第59回プライムタイム・エミー賞で1部門を受賞したが、制作費の折り合いが付かず、シーズン4で打ち切りとなった。また最終話は本来2話構成の予定であったが、打ち切りの為、後半部分は撮影されておらず、前半1話にあたる第27話（原題：Dodge's Dad, Part 1）が最終話となってしまった。その為、謎や伏線が回収されていない箇所もある。アメリカで発売されたシーズン4のDVDも27話を最終話としている。

## あらすじ
主人公アール J. ヒッキーは、人生で間違った道ばかりを歩んできたせこい悪党。ある日スクラッチくじで10万ドルを当てるが、その10秒後には車にはねられ、せっかく当てた宝くじもなくしてしまう。さらに、かねてから浮気をしていた妻のジョーイから一方的に離婚されてしまう。
入院先の病院でたまたま見ていたテレビ番組の出演者が「自分が成功できたのは他人にいいことをしてきた結果だ」と語っているのを聞いたアールは、自分の今の有り様は今まで犯してきたカルマの報いと痛感する。より良い人生を求めたアールは過去のカルマをリストアップし、「悪行・悪戯をした相手のところへいって償いをする」ことを決意する。
悪戯された側は覚えていなかったり、もう許していて忙しかったり、アールのことが憎くて顔も見たくなかったりと、アールの「善意」はなかなか伝わらないが、馬鹿な弟ランディと滞在先のモーテルで働くセクシーなメイドのカタリーナ、アールがビールを飲みに行くクラブシャックのオーナーのダーネル、アールの別れた妻ジョーイらの協力もあり、カルマのリストは次々と消化されていく。

## 登場人物
アール・J・ヒッキー
演：ジェイソン・リー
主人公。道徳心が薄く、些細ないたずらから、しゃれにならない犯罪行為まで手がけたせこいチンピラ。元妻のジョーイ、弟のランディとトレーラーハウスに居住していたが、ジョーイと離婚してからはそこを追い出されて、弟とモーテルに移り住む。事故をきっかけにこれまでやってきた悪行：カルマを償うため悪戦苦闘する。
ランディ・ヒッキー
演：イーサン・サプリー
アールの弟。無邪気で非常識。アールとの兄弟仲は大変良く、毎日同じベッドに並んで眠る。女性にフラレるとシンディ・ローパーのTime After Timeを心の傷が癒えるまで歌い続ける。鳥嫌いで猫アレルギー。何でも舐めようとする悪癖がある。
ジョイ・ターナー
演：ジェイミー・プレスリー
アールの元妻。別の男との間の子を妊娠した状態でアールにナンパされ、ベッドインの後、結婚。結婚後再度妊娠するも、それは浮気相手のダーネルとの間にできた子だった。アールが事故で入院中の間にこれ幸いと離婚し、現在はダーネルの妻。自称「とんでもないビッチ」。実際に性悪・奔放・淫乱な性格で、更生する前のアールとは「割れ鍋に綴じ蓋」的なお似合いカップルだった。
カタリーナ
演：ナディーン・ベラスケス
アールとランディが住むモーテルの従業員。メキシコから（不法に）移民で渡米。副業でナイトクラブのダンサーもしていた。
ダーネル・ターナー
演：エディ・スティープルズ
アールたちがビールを飲みにいくクラブシャックのオーナー。あだ名はカニ男。アールの妻・ジョーイと不倫し、寝取ったが、基本的に善良で友情に厚く理知的。
本名はハリー・モンローだが、証人保護プログラムによって偽名を強いられている。髪型があっちこっちに飛んでいる黒人。

## エピソードリスト

### シーズン1
1. ダメ男アール カルマの旅へ　Pilot
2. 禁煙：3日で2年を取り戻せ　Quit Smoking
3. ランディ、夢のタッチダウン　Randy's Touchdown
4. 死んだフリして別れよう　Faked My Own Death
5. アール先生の役に立つ英会話　Teacher Earl
6. 芝刈り機に乗ったお姫様　Broke Joy's Fancy Figurine
7. ホールインワンに乾杯　Stole Beer from a Golfer
8. 仲良し元夫婦の手作り結婚式　Joy's Wedding
9. 親父の立候補　Cost Dad the Election
10. クリスマスの贈り物　White Lie Christmas
11. ライトチョイス牧場の思い出　Barn Burner
12. 炸裂！カルマの拳　O Karma, Where Art Thou?
13. 熱い犬のワゴンを取り戻せ　Stole P's HD Cart
14. ランディの職探し　Monkeys in Space
15. ガス欠男に愛の手を　Something to Live For
16. カルマ様の奴隷　The Professor
17. 納税者への道　Didn't Pay Taxes
18. 親父の愛車　Dad's Car
19. 俺たちのY2K　Y2K
20. お化けなんていない！　Boogeyman
21. 賞金稼ぎジェシーの復讐　The Bounty Hunter
22. バッジをなくした警官　Stole a Badge
23. BB弾の思い出　BB
24. 1番目のカルマ　Number One

### シーズン2
日本では2007年11月より放送開始。
1. ジョーイの受難　Very Bad Things
2. ジョーイのためのジャンプ　Jump for Joy
3. 俺たちは見せ物じゃない　Sticks & Stones
4. ランディの恋　Larceny of a Kitty Cat
5. ロックスター　Van Hickey
6. 奇跡!神の声を聞く女　Made a Lady Think I Was God
7. 届かぬ思い　Mailbox
8. 地球温暖化を食い止めろ!　Robbed a Stoner Blind
9. ギャンブラー誕生　Born a Gamblin Man
10. 愛しのカタリーナ　パート1　South of the Border, Part 1
11. 愛しのカタリーナ　パート2　South of the Border, Part 2
12. 俺たちの『全米警察24時』　Our "Cops" Is On
13. 消えた宝物の謎　Buried Treasure
14. 葬式狂想曲　Kept a Guy Locked in a Truck
15. フレンチ・キスの味　Foreign Exchange Student
16. 対決!異母妹リバティ　Blow
17. 特別な誕生日　The Birthday Party
18. アールのマタニティー・ブルー　Guess Who's Coming Out of Joy
19. カルマは何でも知っている　Harassed a Reporter
20. タマに捧げる鎮魂歌　Two Balls, Two Strikes
21. 悪ガキ母校に帰る　G.E.D.
22. めざせ!セールスマン　Get a Real Job
23. 審判の時　The Trial

### シーズン3
日本では2009年4月より放送開始。
1. 刑務所で生き延びるには？　My Name Is Inmate 28301-016 (Part 1)
2. アールの刑務所処世術　My Name Is Inmate 28301-016 (Part 2)
3. ムショのロミオとジュリエット　The Gangs of Camden County
4. 災難は天下のまわりもの？　The Frank Factor
5. 頭の中のエンピツ　Creative Writing
6. 目には目を、裸には裸を？！　Frank's Girl
7. 俺たちの「全米警察24時」、その後　Our Other Cops Is On! (Part 1)
8. またまた俺たちの「全米警察24時」後編　Our Other Cops Is On! (Part 2)
9. ダメ弟ランディの反抗期　Randy in Charge (...of Our Days and Our Nights)
10. 脱獄囚を捕まえろ　Midnight Bun
11. ムショでダンスパーティ　Burn Victim
12. 早期出所　Early Release
13. 再び悪の道へ　Bad Earl
14. 俺のパラレルワールド　I Won't Die with a Little Help from My Friends (Part 1)
15. アールは死なない　I Won't Die with a Little Help from My Friends (Part 2)
16. アールがランディを殺そうとした!?　Stole a Motorcycle
17. 失われた旅行　No Heads and a Duffel Bag
18. 奇跡のゴール　Killerball
19. カルマの導く愛　Love Octagon
20. 危うし、アールの新婚生活！　Girl Earl
21. 夫婦円満の極意　Camdenites - Part 1
22. ビリーとカルマ　Camdenites - Part 2

### シーズン4
日本では2010年8月より放送開始。
1. 夢をかなえよう　The Magic Hour
2. 浮気発覚！　Monkeys Take a Bath
3. あこがれのバスタブ　Joy in a Bubble
4. 伝説の巨大ブタ　Stole an RV
5. スイート・ジョニー　Sweet Johnny
6. 憧れのチアリーダー　We've Got Spirit
7. ワル仲間のルール　Quit Your Snitchin'
8. ハロウィーンの悪夢　Little Bad Voodoo Brother
9. 隣人はテロリスト？　Sold a Guy a Lemon Car
10. アールとジョーイの結婚記念日　Earl and Joy's Anniversary
11. トルネードは神の啓示？　Nature's Game Show
12. 密林の王者、トラザン　Reading Is a Fundamental Case
13. 心温まるクリスマス　Orphan Earl
14. 自立には愛のムチを　Got the Babysitter Pregnant
15. ダーネルの危機 I　Darnell Outed
16. ダーネルの危機 II　Darnell Outed, Part 2
17. ランディのリスト　Randy's List Item
18. レストレスな妻たち　Friends with Benefits
19. スパイ大作戦　My Name Is Alias
20. チャズの宇宙キャンプ　Chaz Dalton's Space Academy
21. カムデンの魔女屋敷　Witch Lady
22. 愛しのピンキー　Pinky
23. イジメの代償　Bullies
24. ゴスペル　Gospel
25. 突撃！徹底ルポ（前編）　Inside Probe, Part 1
26. 突撃！徹底ルポ（後編）　Inside Probe, Part 2
27. ダッジのパパはお金持ち？　Dodge's Dad, Part 1

## スタッフ
- 製作：ジェイソン・リー
- 製作総指揮：グレッグ・ガルシア
- 企画：グレッグ・ガルシア

## 関連事項
- アメリカ合衆国のテレビドラマ一覧 (年代順)
- シボレー・エルカミーノ（アールの愛車）